# Gymnogeophagus setequedas
Gymnogeophagus setequedas es una especie de peces de la familia Cichlidae.

## Morfología
Los machos pueden llegar alcanzar los 9,8 cm de longitud total.

## Distribución geográfica
Se encuentran en Sudamérica: cuenca del río Paraná (Paraguay y Brasil).